# Ficus subcaudata
Ficus subcaudata är en mullbärsväxtart som beskrevs av C. C. Berg. Ficus subcaudata ingår i släktet fikonsläktet, och familjen mullbärsväxter. Inga underarter finns listade i Catalogue of Life.